# Au loin, les lumières
Pour plus de détails, voir Fiche technique et Distribution.
Au loin, les lumières (Lichter) est un film allemand réalisé par Hans-Christian Schmid, sorti en 2003.

## Synopsis
Plusieurs personnages se croisent à la frontière entre la Pologne et l'Allemagne.

## Fiche technique
- Titre : Au loin, les lumières
- Titre original : Lichter
- Réalisation : Hans-Christian Schmid
- Scénario : Michael Gutmann et Hans-Christian Schmid
- Musique : The Notwist
- Photographie : Bogumil Godfrejow
- Montage : Bernd Schlegel et Hansjörg Weißbrich
- Production : Daniel Blum, Jakob Claussen, Georg Steinert et Thomas Wöbke
- Société de production : Arte, Claussen & Wöbke Filmproduktion et ZDF
- Pays :  Allemagne
- Genre : Drame
- Durée : 105 minutes
- Dates de sortie : 
  -  Allemagne : 11 février 2003 (Berlinale), 14 avril 2004

## Distribution
- Ivan Shvedoff : Kolya
- Devid Striesow : Ingo
- Alice Dwyer : Katharina
- August Diehl : Philip
- Julia Krynke : Beata
- Zbigniew Zamachowski : Antoni
- Maria Simon : Sonja
- Michael Gerber : Rainer Petzold
- Herbert Knaup : Klaus Fengler
- Henry Hübchen : Werner Wilke
- Sergey Frolov : Dimitri
- Anna Yanovskaya : Anna
- Bartek Wójtowicz : Petja
- Andrej Liousikov : Oleg
- Martin Kiefer : Marko
- Claudia Geisler-Bading : Simone
- Tom Jahn : Maik
- Sebastian Urzendowsky : Andreas
- Aleksandra Justa : Milena
- Marysia Zamachowska : Marysia
- Michael Sideris : Achim
- Marek Zeranski : Kamil
- Janek Rieke : Christoph
- Agnieszka Duleba-Kasza : Monika
- Paweł Królikowski : Czeslaw
- Jerzy Gralek : Borowiak

## Distinctions
Le film a été présenté en sélection officielle en compétition lors de Berlinale 2003.